# Henri Frager
Henri Frager (1897-1944) fut membre de la Résistance française pendant la Seconde Guerre mondiale. Il fut successivement le numéro deux du réseau CARTE d’André Girard, puis chef du réseau DONKEYMAN, ou Jean-Marie Action, du Special Operations Executive, section F-Buckmaster. Trahi, il fut arrêté par les Allemands en 1944, déporté à Buchenwald et exécuté.

## Biographie

### Avant la Seconde guerre mondiale
Henri Frager est né le 3 mars 1897, à Paris, dans le 6e arrondissement. Il est le troisième fils d'Alphonse et Eugénie Frager, riches industriels parisiens aux convictions républicaines et dreyfusardes.
Pendant la Première Guerre mondiale, il combat dans l'infanterie. Il est titulaire de citations, mais est blessé en 1916 et démobilisé.
Dans la vie civile, il est architecte, d'abord à Nice puis à Paris.
En 1939, il est à nouveau mobilisé au 372e Régiment d'infanterie.

### Engagement dans la Résistance
Dès le 25 novembre 1940, Frager dîne avec André Girard, dans un restaurant d’Antibes. Girard veut développer l’action locale. Frager se prépare à gagner Londres via l'Algérie, pays qu'il rejoint en décembre.
Ses tentatives pour se rendre à Londres sont infructueuses, et en avril 1941, il retourne à Antibes et reprend contact avec André Girard.

#### Le réseau CARTE
André Girard le recrute comme officier d’état-major du réseau CARTE. Il a comme pseudo « Louba », le prénom francisé de son épouse, Loubow Markovsky. Avec André Gillois et le colonel Vautrin, Girard et Frager vont recruter pour le réseau CARTE qui se développe. Le 19 septembre 1941, c'est la première rencontre de Girard « Carte » avec un agent du SOE, Francis Basin « Olive ». Il lui réclame des armes.
Pour explorer les possibilités de coopération avec CARTE, le SOE réclame la présence à Londres de Girard, ou à défaut d'un officier de CARTE. Pour cette mission, André Girard choisit Frager. Le 30 juin 1942, le chalutier polonais Tarana embarque Frager et l'amène à Gibraltar, d'où il peut rejoindre Londres par avion. Au cours du mois de juillet à Londres, il rencontre les responsables du SOE à Orchard Court (Maurice Buckmaster, Nicolas Bodington, et probablement Charles Hambro et Colin Gubbins). Frager leur explique, au nom de Girard, les besoins de CARTE en soutien (moyens de communication, armement, etc.). Le SOE, qui veut en savoir plus, le renvoie en France, accompagné par le major Nicolas Bodington (« Jean-Paul » ).
Les objectifs de sa mission en France sont d'étudier de près les possibilités qu'a le SOE de travailler avec CARTE ; clarifier la situation confuse dans la région de Lyon ; et organiser des possibilités accrues de réception des parachutages (SPRUCE. Dans la nuit du 29 au 30 juillet 1942, le Seadog débarque quatre agents au Cap d'Antibes : Henri Frager (ARCHITECT), Nicolas Bodington (PROFESSOR), Despaigne (MAGNOLIA), Yvonne Rudellat (SOAPTREE). Le 12 septembre, Bodington, rentré en Angleterre, remet un rapport très favorable à CARTE, qui sera entériné par le SOE. Mais en novembre, des dissensions importantes entre Girard et Frager se font jour. Les Allemands ayant envahi la zone libre, le SOE veut revoir ses plans avec CARTE et demande à Girard de rentrer à Londres (message du 12 novembre à Adolphe Rabinovitch, opérateur radio de SPINDLE). Pendant ce temps, les tentatives de pick-ups sont des échecs. Henri Frager prépare un rapport, à remettre à Londres, critiquant André Girard. Ce dernier le découvre. Il s'aperçoit également de la bonne entente, à ses dépens, entre Henri Frager et Peter Churchill. André Girard retarde indéfiniment son départ à Londres demandé par le SOE. Finalement le ramassage a lieu dans la nuit du 21 au 22 février 1943 par Hudson.
Dans la nuit du 23 au 24 mars 1943, Henri Frager - avec Peter Churchill - revient à Londres par Lysander, depuis le terrain Estrées-Saint-Denis près de Compiègne, pilote Hugh Verity, arrivée de Francis Cammaerts et de Georges Duboudin). Là, Girard refuse la confrontation avec eux. Le SOE prenant ses distances avec André Girard, s'oppose à son retour en France et décide de diviser la couverture de CARTE en trois zones : • zone nord (Normandie, Yonne, Côte d'Or…) confiée à Henri Frager ; • zone centre (de la ligne Paris-Nancy au sud-est méditerranéen, incluant la Haute-Savoie) confiée à Peter Churchill • zone sud-est confiée à Francis Cammaerts. Mais en avril, Odette Sansom rapporte à Londres les faits suivants : André Marsac « End » a été arrêté par les Allemands. Quelques jours après cette arrestation, un certain « colonel Henri » (en réalité Hugo Bleicher) s'est présenté à elle à Saint-Jorioz avec des lettres d'André Marsac (adressées elle-même, à Roger Bardet et à madame Barsac) dans lesquelles Marsac présentait le « colonel Henri » comme un ami d'avant guerre en opposition avec la Gestapo et qui voudrait se rendre en Angleterre, et ajoutait que si un ramassage pouvait être organisé à cette fin, le « colonel Henri » le libérerait et l'emmènerait en Angleterre ainsi que sa femme. Londres rejette la proposition, donne à Odette Sansom la consigne de couper tout contact avec le « colonel Henri », et prévient Henri Frager qu’il devra se tenir aussi à l’écart du « colonel Henri » et des restes du réseau CARTE.

#### Le réseau DONKEYMAN
Frager revient en France entre le 14 et le 15 avril 1943, par un doublé de Lysander (terrain BRONCHITE, près de Tours, autres passagers du même vol aller : André Dubois, Philippe Liewer, Gabriel Chartrand ; passager retour : Marcel Clech). Il est réceptionné par Henri Déricourt. Le 15, Hugo Bleicher arrête Roger Bardet, le second d'Henri Frager, et lui propose un marché : la liberté contre des renseignements sur les parachutages d'armes réalisés par les Anglais pour son organisation. Bardet accepte.
Version 1. Bardet a trahi.
Version 2. Aussitôt relâché, Bardet s'en ouvre à son chef qui lui ordonne de jouer le jeu tout en ne fournissant que de fausses informations. À partir de ce jour, Bardet devient agent double. Mais comme le règlement exige un cloisonnement très strict entre les services, le chef d'un service action tel que le réseau DONKEYMAN n'a pas le droit de faire du contre-espionnage, activité réservée au seul personnel du MI6 à l'étranger. En conséquence, Henri Frager ne pourra jamais faire état de l'arrangement passé entre Hugo Bleicher et Roger Bardet, mais simplement mentionner que Bardet s'est évadé. Mais cela lui crée une autre difficulté : en effet, tout agent - s'il vient à être arrêté par l'ennemi et si, par la suite, il parvient à s'évader ou à être relaxé - doit impérativement subir un interrogatoire du MI5, étant, par le fait même d'être passé entre les mains allemandes, soupçonnable d'avoir été retourné. Il faudrait, en conséquence, que Bardet accompagne Frager à Londres pour un débriefing ; mais alors le risque d'être retenu en Angleterre ne pouvant être écarté, cette opération se révèle hasardeuse. Et sans Bardet, toute information venue de Bleicher cesserait.
Le 16 avril, Hugo Bleicher arrête Peter Churchill et Odette Sansom à Saint-Jorioz, les remet aux Italiens, qui les remettent aux Allemands. Henri Frager reçoit alors la consigne de couper tout contact avec le sud et de concentrer l'activité de son réseau dans l'Yonne et le nord-est.
Au cours du mois de juin, Frager commence à avoir des preuves directes qu'Henri Déricourt travaille pour les Allemands :
- le 7 juin, il envoie un rapport à Londres, qu'il remet à Vera Leigh « Simone », laquelle le remet à la "Poste aérienne", autrement dit à Henri Déricourt. La lettre arrivera en juillet. Or Bleicher voit ce rapport sur le bureau de son collègue du SD, Hans Kieffer. Il voit aussi des télégrammes concernant la position de terrains de parachutage. Et il en fait part à Roger Bardet.
- Bleicher révèle à Bardet le viol et le contenu du courrier de Frager de juillet. Or ce courrier n'a été qu'entre les mains de « Simone » et de « Gilbert », lequel reconnaîtra en octobre l'avoir lu[2].
- comme Londres ne semble pas s'intéresser à ses accusations, il feint de vouloir démissionner, écrit directement au chef de la section F (Maurice Buckmaster) et remet la lettre à Henri Déricourt, en se doutant qu'elle serait lue par le SD. Ce qui ne manque pas de se produire : en effet, quarante-huit heures plus tard, Bleicher à nouveau de passage avenue Foch, en a connaissance et informe Bardet.

Frager veut venir expliquer de vive voix ce qu'il a découvert, ce qu'il finit par obtenir : il repart à Londres dans la nuit du 20 au 21 octobre 1943 par Hudson (depuis le terrain ACHILLE près d’Angers). Cette opération est organisée par Déricourt, et surveillée par le Sicherheitsdienst). Au petit-déjeuner, dans un café en face de la gare d’Angers, une altercation a lieu entre Frager et Déricourt : Frager avait amené son suppléant et ami, Roger Bardet, pour assister à son départ, mais Déricourt interdisait cette pratique. D’autre part, Frager croyait que Déricourt était un agent de la Gestapo et Déricourt le soupçonnait de le croire. La sécurité de ce ramassage était d’autant plus fragile que le sergent Bleicher de l’Abwehr avait relâché Bardet de prison en échange de la promesse de lui fournir des informations – promesse que Bardet semble avoir tenue.
À Londres, où Frager reste quatre mois, il a la conviction - sans en connaître la véritable cause - qu'on ne veut pas tenir compte de ce qu'il rapporte et ne cesse de répéter. Lors des entretiens, on lui répond « qu'on n'aime pas les évadés », claire allusion à Roger Bardet et au peu de confiance qu'on ajoute à sa parole. Estimé gênant, Frager est renvoyé en France.
Il accoste le 29 février 1944 à Beg an Fry, à Guimaëc, près de Morlaix. Sa troisième mission en France en tant que chef du réseau DONKEYMAN, avec le nom de guerre « Jean-Marie », vise à développer des groupes dans l’Yonne et sur la Côte d'Azur. Ses réseaux se développent normalement, l’un sous Roger Bardet et l’autre sous Kieffer (Kiki). Un groupe de Frager sabote une usine de cellophane à Mantes. Un constat d’huissier des dégâts et des photographies sont envoyés à Londres. Entre juin et août 1944, ses groupes recevront 35 opérations parachutées.

### Arrestation et exécution
Trahi, Frager est arrêté par Hugo Bleicher le 8 août 1944 sur le quai de la station de métro Duroc, boulevard du Montparnasse. Il est déporté au camp de Buchenwald, où il se lie avec Marcel Bloch, futur Marcel Dassault, Stéphane Hessel, et Jorge Semprún.
Il est fusillé le 5 octobre 1944.

## Reconnaissance

### Distinction
- Grande-Bretagne : Mentioned in Despatches,
- France : Médaille de la Résistance (rosette).

### Monuments
- En tant que l'un des 104 agents du SOE section F morts pour la France, Henri Frager est honoré au mémorial de Valençay (Indre).
- Brookwood Memorial, Surrey, panneau 21, colonne 3.
- au camp de Buchenwald, une plaque, inaugurée le 15 octobre 2010, honore la mémoire des officiers alliés du bloc 17 assassinés entre septembre 1944 et mars 1945, notamment vingt agents du S.O.E., parmi lesquels figure « Frager, Maj. H.J.P. ».
- Une plaque commémorative apposée en 2014 honore sa mémoire au 13, boulevard du Montparnasse dans le 6e arrondissement de Paris, où Henri Frager vécut[4].

## Identités
- État civil : Henri, Jacques, Paul Frager
- Comme agent du SOE, section F :
  - Nom de guerre (field name) : « Jean-Marie »
  - Nom de code opérationnel : DONKEYMAN (en français ÂNIER)
  - Pseudos : Louba, commandant Paul

Situation militaire : SOE, section F, General list. Grade : major. Matricule 305088.

## Famille
- Parents : Alphonse, Jean Frager et Eugénie, Louise, Adolphine Frager, née Sauvier.
- Sa femme : Louba Frager, née en Russie.